# Story City
Story City è una città degli Stati Uniti d'America, situata nello Stato dell'Iowa, nella Contea di Story.